# Niederleupten
Niederleupten ist ein Ortsteil der Gemeinde Nobitz im Altenburger Land in Thüringen. Der Ort wurde bereits 1926 eingemeindet und ist somit der erste Ortsteil von Nobitz.

## Geographie
Der Ort liegt in einem kleinen Tal östlich der Pleiße. Angrenzende Orte sind im Westen Nobitz, im Südwesten Oberleupten und im Süden Klausa. Im Süden und Südosten befindet sich der Leinawald, außerdem der Flughafen Altenburg-Nobitz im Norden. Der vom Flughafen ausgehende Lärm hat sich seit der Wende zum großen Teil gelegt. Durch den Ort verläuft die Bundesstraße 180.

## Geschichte
Erstmals urkundlich erwähnt wurde der Ort im Zehntregister des Klosters Bosau als Lipen im Jahre 1181. Bis 1445 bildeten zehn Höfe einen Rundling, zudem entstanden in den Folgejahren typische Fachwerkhäuser für die Region, zumeist mit einem Erdgeschoss aus Feldsteinen. Bis 1778 wohnten herzogliche Förster des Herzogtums Sachsen Altenburg in dem Ort: Dieses Gebiet wurde Oberteil-Leina genannt.
Niederleupten gehörte zum wettinischen Amt Altenburg, welches ab dem 16. Jahrhundert aufgrund mehrerer Teilungen im Lauf seines Bestehens unter der Hoheit folgender Ernestinischer Herzogtümer stand: Herzogtum Sachsen (1554 bis 1572), Herzogtum Sachsen-Weimar (1572 bis 1603), Herzogtum Sachsen-Altenburg (1603 bis 1672), Herzogtum Sachsen-Gotha-Altenburg (1672 bis 1826). Bei der Neuordnung der Ernestinischen Herzogtümer im Jahr 1826 kam der Ort wiederum zum Herzogtum Sachsen-Altenburg.
Nach der Verwaltungsreform im Herzogtum gehörte er bezüglich der Verwaltung zum Ostkreis (bis 1900) bzw. zum Landratsamt Altenburg (ab 1900). Das Dorf gehörte ab 1918 zum Freistaat Sachsen-Altenburg, der 1920 im Land Thüringen aufging. 1922 kam es zum Landkreis Altenburg.
Im Jahr 1926 erfolgte die Eingemeindung von Niedeleupten nach Nobitz. Bei der zweiten Kreisreform in der DDR wurden 1952 die bestehenden Länder aufgelöst und die Landkreise neu zugeschnitten. Somit kam Niederleupten als Ortsteil der Gemeinde Nobitz mit dem Kreis Altenburg an den Bezirk Leipzig, der seit 1990 als Landkreis Altenburg zu Thüringen gehörte und 1994 im Landkreis Altenburger Land aufging. Seit der Wende siedelte sich durch Suburbanisierung aus Altenburg und durch neue Arbeitsplätze des Flugplatzes sowie des Baustoffkombinates viel städtische Bevölkerung in Niederleupten an.

## Veranstaltungen
Jeden 2. Samstag im Monat finden auf dem Geflügelhof Kirmse eine Geflügelbörse beziehungsweise ein Kleintiermarkt sowie Züchterausstellungen statt.